# Welcome Home (canción de Coheed and Cambria)
«Welcome Home» es una canción interpretada por la banda estadounidense Coheed and Cambria. Fue lanzada como el segundo sencillo de su álbum Good Apollo, I'm Burning Star IV, Volume One: From Fear Through the Eyes of Madness. La canción fue usada en los videojuegos Rock Band y Madden NFL 06 y aparece en la banda sonora de la película 9, como además ser el tema principal de WWE NXT durante 2013 y 2014.

## Video musical
El video musical inicia con un líquido rojo (similar a la sangre) formando el símbolo de la banda. Posteriormente, se puede ver a la banda tocando en un escenario plateado mientras se ven varios retratos que se elevan alrededor de los miembros, los cuales muestran la historia narrada en la canción.